# Kiskürtös
Kiskürtös (szlovákul: Malý Krtíš) község Szlovákiában, a Besztercebányai kerületben, a Nagykürtösi járásban.

## Fekvése
Nagykürtöstől 2 km-re délre, a Kürtös-patak partján fekszik.

## Története
Kürtöst 1251-ben "villa Cvrtus" alakban említik először. Kiskürtös külön 1482-ben "Kyskwrthes" alakban szerepel először írott forrásban. Története során több nemesi család birtokolta. 1594 és 1593 között a török hódoltság része volt. A 17. század elejére teljesen elnéptelenedett és csak a 18. század első felében települt újra. 1828-ban 29 házában 266 lakos élt, akik főként mezőgazdasággal foglalkoztak.
Vályi András szerint "Kis és Nagy Kürtös. Elegyes tót faluk Nógrád Várm. Kis Kürtösnek földes Urai G. Sándor, és több Uraságok, fekszik ez Szklabinyához közel, és annak filiája, Nagy Kürtösnek pedig földes Urai Csemniczky, és töb Uraságok, fekszik ez Alsó Palojtához közel, és annak filiája, lakosai katolikusok, határbéli földgyeik néhol soványasak, vagyonnyai meglehetősek."
Fényes Elek szerint "Kis-Kürtös, Nógrád vm. tót falu, 161 kath., 139 evang., 6 zsidó lak. Földe javitást kiván. F. u. többen. Ut. p. Balassa-Gyarmat."  Archiválva 2007. szeptember 27-i dátummal a Wayback Machine-ben
A trianoni békeszerződésig Nógrád vármegye Balassagyarmati járásához tartozott.

## Népessége
| Év:            | 1994. | 2004.   | 2014.    | 2024.    |
| -------------- | ----- | ------- | -------- | -------- |
| Emberek száma: | 432   | 446     | 532      | 465      |
| Eltérés:       |       | +3,24 % | +19,28 % | -12,59 % |

| Év:            | 2023. | 2024.   |
| -------------- | ----- | ------- |
| Emberek száma: | 468   | 465     |
| Eltérés:       |       | -0,64 % |

1880-ban 225 lakosából 46 magyar és 139 szlovák anyanyelvű volt.
1890-ben 243 lakosából 79 magyar és 161 szlovák anyanyelvű.
1900-ban 218 lakosából 68 magyar és 148 szlovák anyanyelvű volt.
1910-ben 308 lakosából 179 magyar és 128 szlovák anyanyelvű.
1921-ben 235 lakosából 14 magyar és 209 csehszlovák volt.
1930-ban 259 lakosából 32 magyar és 202 csehszlovák.
2001-ben 433 lakosából 421 szlovák és 7 magyar volt.
2011-ben 500 lakosából 476 szlovák és 7 magyar.

## Nevezetességei
- Klasszicista haranglába 1848-ban épült.

## Külső hivatkozások
- Községinfó
- Kiskürtös Szlovákia térképén
- E-obce.sk Archiválva 2008. december 6-i dátummal a Wayback Machine-ben